# Sveti Vlas
Sveti Vlas (búlgaro:Свети Влас) é uma cidade litorânea da Bulgária, localizada no distrito de Nesebar, na província de Burgas. A sua população era de 3,634 habitantes em 2010.
É principalmente um destino turístico, abrigando um famoso resort, conhecido como Paradise Beach.

## População
| Sveti Vlas | Sveti Vlas | Sveti Vlas | Sveti Vlas | Sveti Vlas | Sveti Vlas | Sveti Vlas | Sveti Vlas | Sveti Vlas | Sveti Vlas | Sveti Vlas | Sveti Vlas | Sveti Vlas | Sveti Vlas | Sveti Vlas | Sveti Vlas | Sveti Vlas | Sveti Vlas | Sveti Vlas | Sveti Vlas |
| --- | ---------- | ---------- | ---------- | ---------- | ---------- | ---------- | ---------- | ---------- | ---------- | ---------- | ---------- | ---------- | ---------- | ---------- | ---------- | ---------- | ---------- | ---------- | ---------- |
| Ano | 1887       | 1910       | 1934       | 1946       | 1956       | 1965       | 1975       | 1985       | 1992       | 2001       | 2002       | 2003       | 2004       | 2005       | 2006       | 2007       | 2008       | 2009       | 2010       |
| População |            |            |            | …          | …          | …          | …          | …          | 1,824      | 1,895      | 1,926      | 1,910      | 2,010      | 2,183      | 2,296      | 2,533      | 3,551      | 3,601      | 3,634      |
| Fontes: Instituto Nacional de Estatísticas, „citypopulation.de“, „pop-stat.mashke.org“, Bulgarian Academy of Sciences |            |            |            |            |            |            |            |            |            |            |            |            |            |            |            |            |            |            |            |